# Rána
Rána (či poranění) je typ zranění, při němž je narušena celistvost kůže. Příčinou může být například nehoda, násilí či chirurgický zákrok.

## Dělení

### Dle typu poranění
- povrchové
  - chemické poranění
  - odřenina
  - tepelné – popálenina, omrzlina
  - puchýře
- hluboké
  - řezné - relativně čisté, dobře se hojí, bývají hlubší
  - sečné - podobná řezným ranám
  - tržné - špatně se hojí, riziko infekce. Okraje rány jsou zde často nepravidelné. U tržných ran s podkožními krevními výrony je třeba myslet i na možné poranění hlubších struktur (poranění kloubů, zlomeniny kostí).[2]
  - tržně zhmožděné - špatně se hojí, riziko infekce
  - bodné - zrádné, neznáme její hloubku
  - střelné - velmi znečištěné, často komplikované, mohou způsobovat silné vnitřní poškození
  - vzniklé pokousáním - riziko vztekliny, nutnost vyšetření
    - uštknutí – zmijí je jen vzácně smrtelné

  - bodnutí hmyzem - vhodná dezinfekce, riziko alergie (léky antihistaminika) či onemocnění (klíšťata)

### Podle hloubky
- povrchové
- hluboké – poškození svalu, nervu
- pronikající – do dutiny

### Rány můžeme dělit na
- jednoduché – poškozují jen povrchové vrstvy;
- komplikované – poškozují i hloubkové struktury a orgány;
- penetrující – pronikají do tělních dutin.

## Ošetření ran
- zastavení krvácení
- dezinfekce
- tlumení bolesti
- rány se nikdo nesmí dotýkat (pouze pokud tiskne tepenné krvácení)
- hluboké rány se nedezinfikují
- do ran se nesypou žádné zásypy a nemažeme masti
- přiškvařené části se nestrhávají
- vlhké hojení

### Při poleptání
- je nutné odstranit potřísněný oděv a zabránit potřísnění sebe a dosud nezasažených míst
- ránu je potřeba důkladně vypláchnout čistou vodou (15 - 20 minut)
- je třeba dbát na to, aby vymývaná chemikálie nestékala po nezasažených místech
- není doporučeno pokoušet se o neutralizaci žíraviny - nikdy není jasné jaké množství jak koncentrované látky způsobilo poranění
- oko – vyplachujeme vodou od vnitřního koutku k vnějšímu, aby se žíravina nedostala do druhého oka
- po opláchnutí ránu šetrně překryjeme hotovým obvazem, podobně jako u popáleniny (pozor, aby obvaz nepřischl k ráně)[3]

## Infekce
Po infekci rány zpravidla následuje zánět. Mezi nebezpečné nákazy patří tetanus, plynatá sněť (u zhmožděnin), růže či lidská červenka.

## Hojení ran
- per primam (bez komplikací)
- per secundam (s komplikacemi)